# Alexandr Ogurcov
Alexandr Pavlovič Ogurcov (rusky Алекса́ндр Па́влович Огурцо́в; 14. září 1936 Moskva – 8. května 2014 tamtéž) byl sovětský filozof a kulturolog, doktor filosofických věd, profesor. V roce 1958 absolvoval filozofickou fakultu Moskevské státní univerzity. Kandidátskou disertaci obhájil v roce 1967. Od roku 1988 působil ve Filozofickém ústavu Ruské akademie věd. Podílel se na Filosofické encyklopedii a Nové filosofické encyklopedii.

## Vyznamenání
- Státní cena Ruské federace, 2003